# Palaeoloxodon recki
Palaeoloxodon recki là một loài voi khổng lồ, đã tuyệt chủng. Chúng sinh sống tại châu Phi vào khoảng 3,5 đến 1 triệu năm trước. Mặc dù các hóa thạch chỉ được tìm thấy ở khu vực miền đông của lục địa này, nhưng người ta cho rằng E. recki đã sinh sống rộng khắp ở châu Phi. Voi châu Á là thành viên cùng chi với nó, nhưng còn tồn tại đến ngày nay.

## Hình ảnh

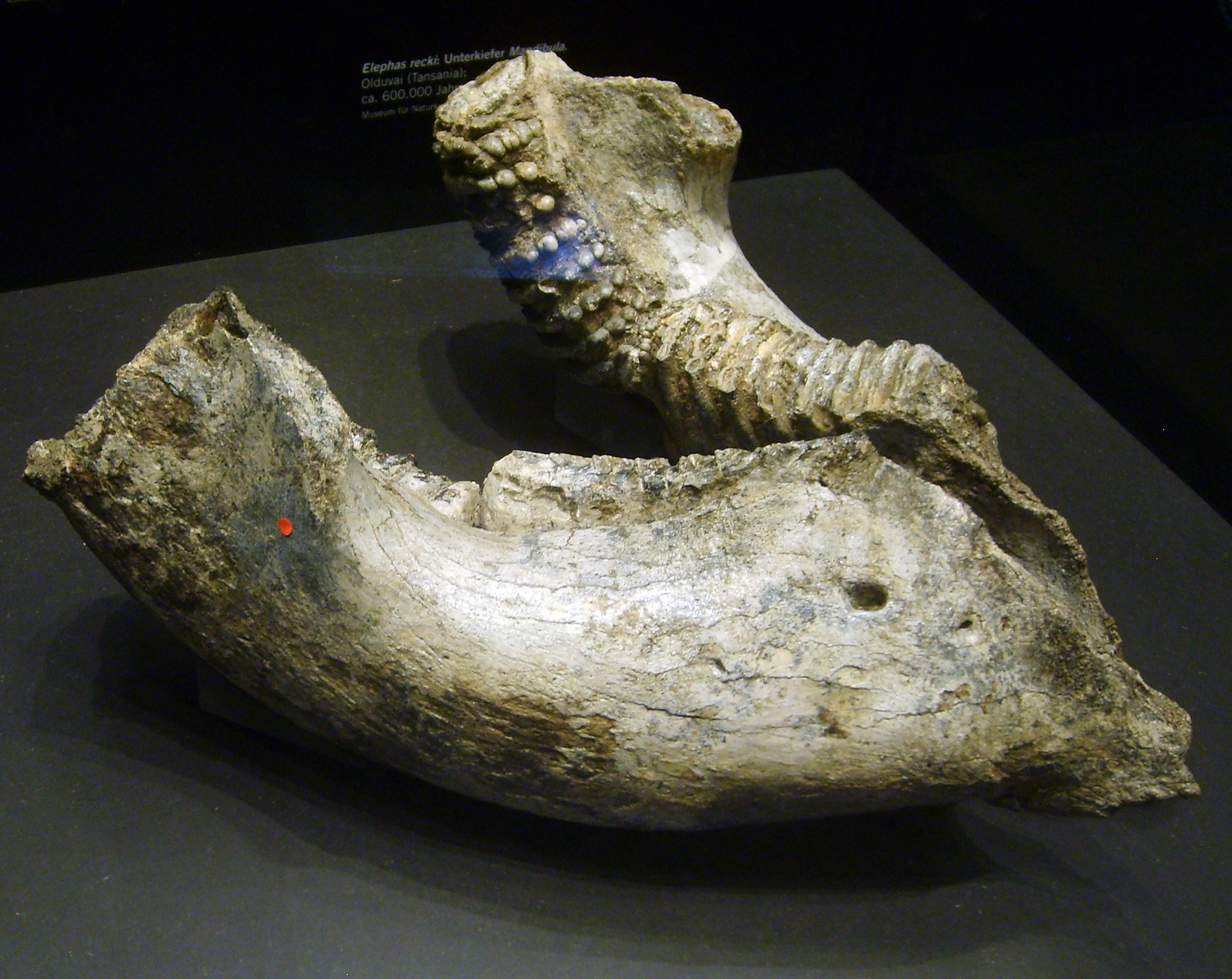
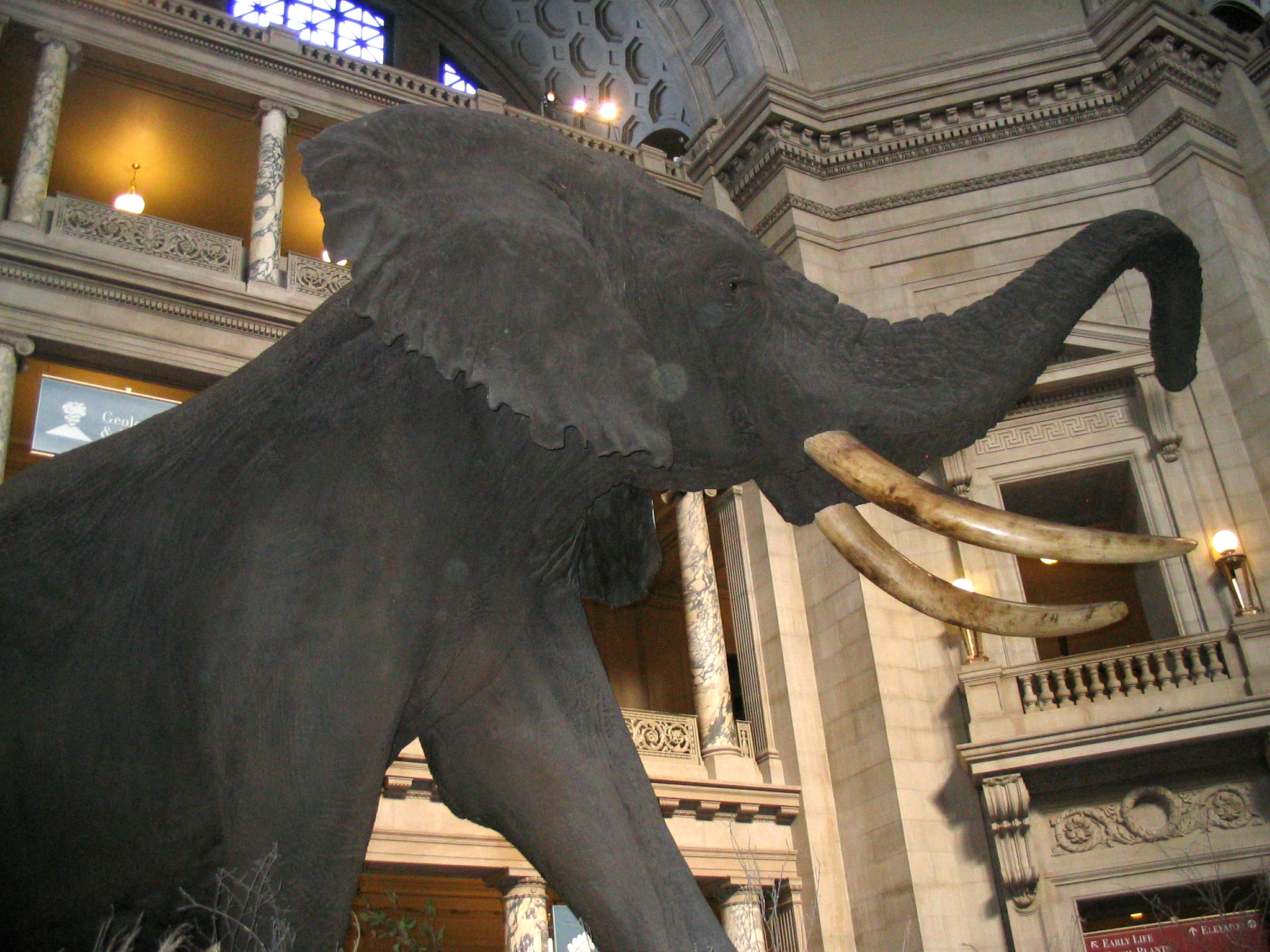
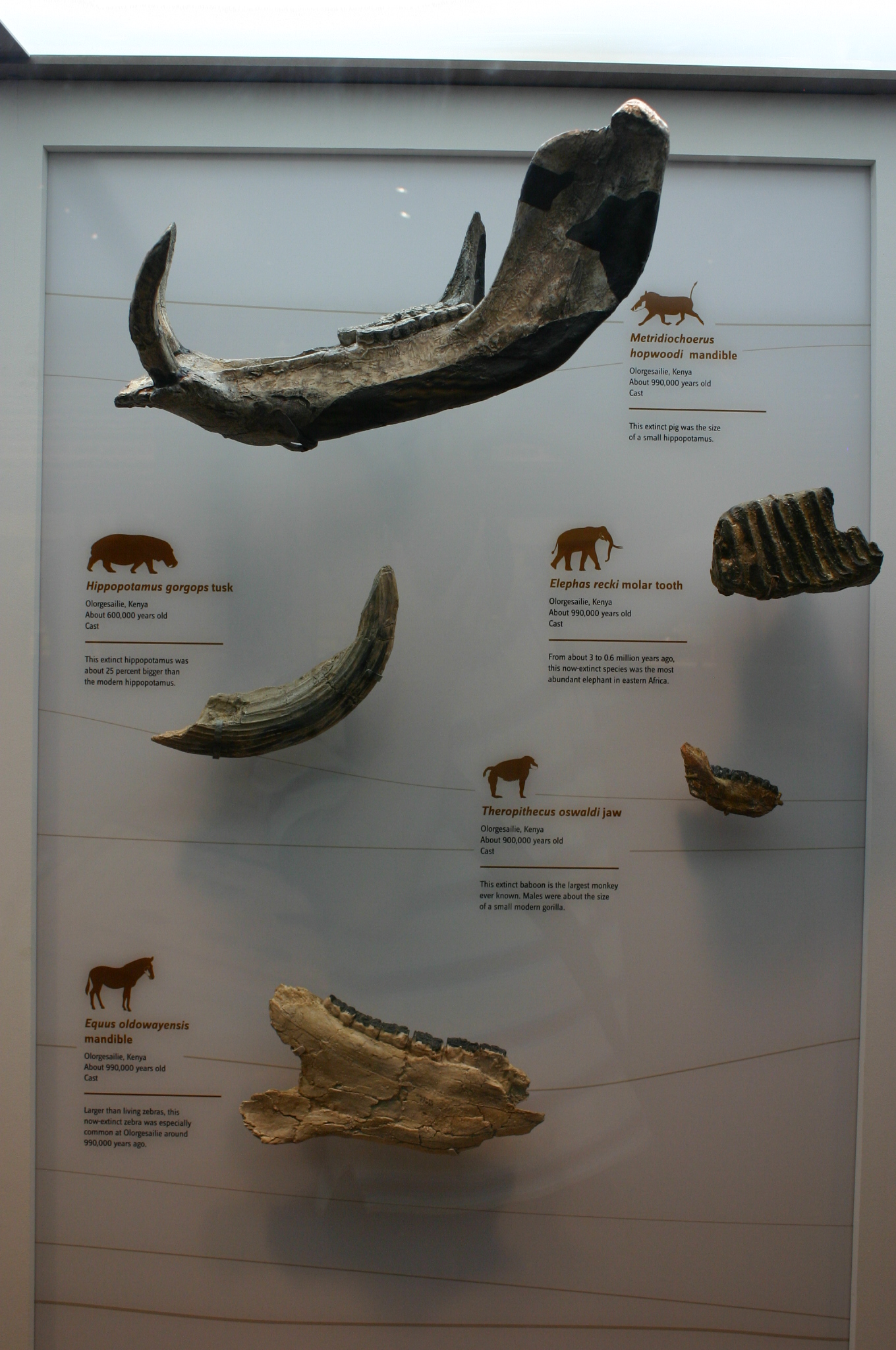